# Веделова фока
Веделова фока (Leptonychotes weddellii) је врста перајара из породице правих фока (Phocidae).

## Распрострањење
Антарктик је једино познато природно станиште врсте.
Врста је повремено присутна, или је миграторна врста у Аргентини, Аустралији, Јужноафричкој Републици, Новом Зеланду, Уругвају и Чилеу.
ФАО рибарска подручја (енгл. FAO marine fishing areas) на којима је ова врста присутна су у југозападном Атлантику, Атлантику у подручју Антарктика, јужном Индијском океану и Индијском океану у подручју Антарктика и Пацифику у подручју Антарктика.

## Угроженост
Ова врста није угрожена, и наведена је као последња брига јер има широко распрострањење.